# Hilde Koch (Illustratorin)
Clara Hilde Koch, verh. Neuberger, (geboren 17. Juli 1896 in Frankfurt am Main, gestorben am/nach 6. September 1942 in Auschwitz) war eine deutsche Malerin und Illustratorin. Sie wurde Opfer des Holocaust. Für den Verlag A. Molling illustrierte sie in den 1920er-Jahren mehrere Kinderbücher.

## Leben
Hilde Koch wurde als Tochter des wohlhabenden Bankiers Julius Koch 1896 in Frankfurt am Main geboren. Sie hatte eine drei Jahre jüngere Schwester.
Koch besuchte die Fachklasse von Franz Karl Delavilla an der Kunstgewerbeschule Frankfurt am Main; ihre Arbeiten waren unter anderem 1920 im Landesgewerbemuseum Stuttgart in einer Ausstellung von Delavilla und seinen Schülern zu sehen; zudem waren sie 1921 mit denen anderer Schüler Delavillas im Deutschen Buchgewerbehaus in Leipzig ausgestellt. Gelobt wurden dabei ihre „hübschen hellen Kinderbuchillustrationen“, die einen Einfluss des Illustrators Konrad Ferdinand Edmund von Freyhold erkennen ließen. Koch war 1921 Mitglied im Bund Deutscher Gebrauchsgraphiker (BDG) und 1923 und 1924 Mitglied der Landesgruppe Rhein-Main des Bundes Deutscher Gebrauchsgraphiker.
Im Verlag A. Molling erschienen 1920 drei Kinder- und Märchenbücher mit Illustrationen Kochs, darunter Ernst Moritz Arndts Märchen. Neben Illustrationen im Buch schuf Koch auf die Zeichnungen auf den Buchcovern.  Der Stil der Bilder variiert dabei und reicht von Wasserfarbzeichnungen bzw. Gouachen und Tuschezeichnungen bis hin zu Kreidezeichnungen.
Koch heiratete 1934 in arrangierter Ehe den Geschäftsmann Otto Neuberger und zog im selben Jahr mit ihrem Mann und dessen beiden Kindern aus erster Ehe nach Mannheim. Dem Paar gelang es, die Kinder im Herbst 1939 nach Haifa zu schicken. Eine Emigration der gesamten Familie nach Palästina war zuvor gescheitert, weil Otto Neuberger einen Schlaganfall erlitten hatte und infolgedessen gelähmt war.
Am 22. Oktober 1940 wurde Koch mit ihrem Vater im Rahmen der Wagner-Bürckel-Aktion von Mannheim zunächst in das Camp de Gurs deportiert, wo Julius Koch im November 1940 verstarb. Von dort wurde sie am 9. Juli 1942 in das Lager (centre d’acceuil) Montmélian verbracht, am 26. August 1942 in das Sammellager Vénissieux bei Lyon und von dort am 29. August 1942 in das Sammellager Drancy, wo sie am Folgetag ankam. Bereits am 2. September 1942 erfolgte die Deportation in das KZ Auschwitz-Birkenau, wo Koch vermutlich noch am Tag der Ankunft (6. September) ermordet wurde. Otto Neuberger war im August 1942 in das KZ Theresienstadt deportiert worden, wo er im März 1943 verstarb.
Kochs Leben und Wirken sind seit 2009 Ziel kontinuierlicher Aufarbeitung, vor allem durch die Historikerin Edel Sheridan-Quantz, die Kochs Leben in Aufsätzen, Videobeiträgen und Vorträgen (Puzzleteile eines Lebens. Die vergessene Illustratorin Hilde Koch) öffentlich machte. Einige wenige Originalwerke Kochs haben sich über ihre Nichte erhalten. Fast alle Werke befinden sich im Besitz der Kunstsammlung von Yad Vashem.

## Werke
- Gebrüder Grimm (Text), Josefa Metz (Bearb.), Hilde Koch (Illustrationen): Schneeweißchen und Rosenrot. Verlag A. Molling, Hannover 1920.[15] – mit  acht mehrfarbigen Kunstdruckbildern und sechs Textzeichnungen von Hilde Koch
- Josefa Metz (Text), Hilde Koch (Illustration): Kinderbuch. Verlag A. Molling, Hannover 1920.[16] – mit vier Farbzeichnungen und zahlreichen Schwarz-Weiß-Illustrationen von Hilde Koch
- Hans Sturm-Gundal (Hrsg.); Ernst Moritz Arndt (Text), Hilde Koch (Bildschmuck): Märchen. Verlag A. Molling, Hannover 1920.[17] – vier Farbzeichnungen, mit Textvignetten
- Bund Deutscher Gebrauchsgraphiker: Ortsgruppe Frankfurt a.M. Offenbach. R. Th. Hauser, Frankfurt am Main 1921. – mit einem illustrierten Emblem von Hilde Koch
- Bund Deutscher Gebrauchsgraphiker: Buchkunst. Ausstellung: Veranstaltet von der Landesgruppe Rhein-Main des Bundes Deutscher Gebrauchsgraphiker. R. Th. Hauser & Co., Frankfurt am Main, 1924. – mit zwei Illustrationen von Hilde Koch
- als Hilde Neuberger: Les Animaux. Un livre d’images pour la petite Mirjam dessiné par sa tante Hilde Neuberger au Camp de Gurs Chanoukkah 5702. Beendet im Camp de Gurs, Dezember 1941 (unveröffentlicht). – mit 10 Illustrationen in Wasserfarben und neun Vignetten von Hilde Koch